# KStars
KStarsはUnix系オペレーティングシステム用のKDE向けプラネタリウムプログラムである。

## 機能
任意の日時における、地球上の任意の場所から見た夜空を正確にグラフィカルに表示する。（アドオンを追加することで）250万の恒星、13000の遠距離天体、すべての88の星座、すべての7の惑星、太陽と月、何千もの彗星と小惑星までを表示することができる。天文学についての参考になるハイパーテキストの記事から望遠鏡とCCDカメラのロバストな制御と特定の天体の観察の記録保存まで、すべてのレベルのユーザにとって魅力のある機能を持つ。